# Окіп (Конотопський район)
Окі́п — село в Україні, у Конотопському районі Сумської області. Населення становить 31 осіб. До 2018 орган місцевого самоврядування — В'язенська сільська рада.

## Географія
Село Окіп знаходиться за 1,5 км від правого берега річки Клевень. На відстані 1 км розташоване село В'ятка. Поруч проходить автомобільна дорога Т 1908.

## Історія
12 червня 2020 року, відповідно до розпорядження Кабінету Міністрів України № 723-р «Про визначення адміністративних центрів та затвердження територій територіальних громад Сумської області», село увійшло до складу Путивльської міської громади.
19 липня 2020 року, в результаті адміністративно-територіальної реформи та ліквідації Путивльського району, увійшло до складу новоутвореного Конотопського району.

## Населення
Згідно з переписом УРСР 1989 року чисельність наявного населення села становила 34 особи, з яких 10 чоловіків та 24 жінки.
За переписом населення України 2001 року в селі мешкала 31 особа. 100 % населення вказало своєю рідною мовою українську мову.